# Trichocerca vernalis
Trichocerca vernalis är en hjuldjursart som först beskrevs av Hauer 1936.  Trichocerca vernalis ingår i släktet Trichocerca och familjen Trichocercidae. Inga underarter finns listade i Catalogue of Life.